# 安阳街道
安阳街道是中华人民共和国浙江省温州市瑞安市下辖的一个街道办事处。

## 行政区划
安阳街道下辖以下村级行政区划单位：
兴隆社区、华瑞社区、风荷社区、进源社区、之江社区、祥云社区、广场社区、育才社区、隆山社区、康佳社区、万松社区、祥瑞社区、祥和社区、仙桥社区、弘德社区和君子石社区。